# Johan Wilhelm Heinrich Giess
Johan Wilhelm Heinrich Giess (1910 - 2000 ) fue un granjero y botánico namibio nacido en Alemania.

## Biografía
Era hijo de un banquero de Fráncfort del Meno. Comenzó a trabajar como peón en granjas cuando su familia emigra a África del Sudoeste (hoy Namibia) en 1926; y fue de los primeros estudiantes del "Agricultural College de Neudamm", cerca de Windhoek. Más tarde califica como técnico en mejoramiento de ovinos karakul, en la Universidad de Halle, Alemania, y en 1937 adquiere una granja en Namibia (Dornfontein Süd). Como otros hombres germanos de la región, fue internado en Sudáfrica durante la Segunda Guerra Mundial. Y en el campo de Andalucía (hoy Jan Kempdorp) usaba su tiempo para estudiar Botánica con el Profesor Otto Volk, que tenía otros alumnos internados universitarios. La educación que se adquirió fue, en varios idiomas y ciencias, de tan alta calidad que, tras la guerra, los Certificados de exámenes de Andalucía fueron reconocidos en Alemania con alto estándar universitario. Para complementar las lecturas, Volk instruía a sus estudiantes en Botánica práctica, llevándolos a recolectar y a identificar flora que crecía por ese campo. También editó un texto: "Bestimmungschlüssel für Südwest-Afrikanische Grasgattungen", en el cual Giess hizo grabados en piezas de madera de cajones de tomate. Luego de este encierro, mientras esperaba el permiso de retorno a su granja, Giess fue empleado temporalmente como recolector de plantas por la "Universidad de Stellenbosch". En 1953, fue invitado como curador del "Herbario Nacional de Windhoek, en la División de Agricultura. Arrancando con una donación inicial de 2.000 especímenes del Prof Heinrich Walter de la "Universidad Técnica Hohenheim" en Alemania, que había instigado en el proyecto, y ocupó los siguientes cuatro años desarrollando el herbario, mientras continuaba trabajando en su granja.
En 1957 la Administración de África del Sudoeste" le ofrece un empleo full-time como curador, que acepta y seguirá hasta su retiro en 1975. Siguió trabajando varios años más con su sucesor M.A.N. Müller. En su larguísima asociación con el herbario, contribuyó con 18.750 especímenes, juntados en triplicado, y con frecuencia en cuadruplicado, y meticulosamente etiquetados. Su trabajo a campo cubrió largamente el territorio entero de Namibia, con muchas remotas localidades, como Kaukauveld, Andara, río Okavango, Brandberg, Distrito Lüderitz, Granja Ameib en las montañas Erongo, y Kaokoveld, que pocos botánicos habían revisitado.
Fue cofundador y editor de la revista Dinteria (1968-1991) y solo o contribuyendo autor de muchas publicaciones:
- Preliminary Vegetation Map of South West Africa 1971
- Bibliography of South West African Botany 1989

A su deceso, dejó set de tarjetas índice, compiladas por muchos años, de nombres comunes de plantas indígenas, que el "National Botanical Research Institute" intenta incorporar y publicar.

## Honores
- Medalla linneana en 1968
- Medalla de Oro "Academia Sudafricana de Ciencias" en 1980. Y en ese año es reconocido por la "Academia de Baviera de Ciencias" por su contribución al 'Merxmüller’s Prodromus einer Flora von Südwestafrika, una obra monumental que introdujo muchas nuevas taxas (incluyendo Aloe argenticauda Merxm. & Giess y Zygophyllum schreiberianum Merxm. & Giess = Roepera schreiberiana (Merxm. & Giess ) Beier & Thulin).

### Eponimia
También fue conmemorado en el nombre de una calle en Windhoek, una especie de termita y una avispa, y 15 especies, incluyendo Isoetes giessii Launert, Jamesbrittenia giessii Hilliard, Lachenalia giessii W.F.Barker, Heliotropium giessii Friedr.-Holzh. y Senecio giessii Merxm.
- La abreviatura «Giess» se emplea para indicar a Johan Wilhelm Heinrich Giess como autoridad en la descripción y clasificación científica de los vegetales.[2]